# مونتری، میشیگان
مونتری (به انگلیسی: Monterey Township) یک منطقهٔ مسکونی در ایالات متحده آمریکا است که در شهرستان آلگان، میشیگان واقع شده‌است.
 مونتری ۹۳٫۲ کیلومتر مربع مساحت و ۲٬۳۵۶ نفر جمعیت دارد و ۲۷۳ متر بالاتر از سطح دریا واقع شده‌است.